# كوكو (قرية)
كوكو قرية جزائرية تقع بمرتفعات بلدية أث يحيى إحدى بلديات دائرة عين الحمام التابعة لولاية تيزي وزو. وكانت عاصمة إمارة كوكو.

## مواضيع ذات صلة
- بلديات ولاية تيزي وزو
- دوائر ولاية تيزي وزو